# Strada statale 58 della Carniola
L'ex strada statale 58 della Carniola (SS 58), ora strada regionale 58 della Carniola, è una strada italiana, interamente in provincia di Trieste.
In seguito al decreto legislativo n. 112 del 1998 dal 2001, la gestione dell'infrastruttura è passata dall'ANAS alla regione Friuli-Venezia Giulia, ed è gestita per tramite di Friuli Venezia Giulia Strade. Con verbale di consegna, di data 30 novembre 2009, il tratto dal Km 9+229 al Km 9+510, per la gestione ordinaria e straordinaria, è ritornato ad ANAS.

## Storia
La SS 58, in origine detta "delle Grotte di Postumia", venne istituita nel 1928 con il seguente percorso: "Innesto con la n. 14 presso Trieste - Opcina - Sesana - Storje - Senosecchia - Prevallo - Postumia - Confine jugoslavo verso Planina".
Nel 1942, in seguito all'annessione all'Italia di parte del territorio jugoslavo, la strada assunse il nome attuale, e venne prolungata nei nuovi territori, con due diramazioni; il nuovo tracciato venne così definito: "Innesto con la n. 14 presso Trieste - Opcina - Sesana - Storie - Senosecchia - Prevallo - Postumia - Planina - Kalce - Lubiana - Škofljica - Novo Mesto - Costanjevica - confine di Stato, con le diramazioni Lubiana - confine di Stato verso S. Vid e Lubiana - Jezica - confine di Stato".
In seguito alla modifica dei confini conseguente al Trattato di Parigi del 1947, gran parte della strada venne assegnata alla Jugoslavia. Dal 1º gennaio 2008, e fino al 30 novembre 2009, la competenza sull'intera arteria è passata alla regione Friuli-Venezia Giulia che la gestisce tramite la Friuli Venezia Giulia Strade S.p.A., quando l'ANAS ha ripreso in carico la gestione del piazzale confinario del valico di Fernetti.

## Descrizione
Inizia come strada regionale all'innesto con la SR (ex SS) 14 della Venezia Giulia nella periferia a nord di Trieste, tra l'università e Basovizza. Continua verso nord con una serie di larghe curve passando al di sotto dell'abitato di Conconello. Prosegue parallela a via Commerciale ed i binari del tram di Opicina (sottostante al piano della SR58). Prosegue giungendo all'obelisco di Opicina, dove vira verso est entrando ad Opicina ed incrociando la strada provinciale 35 (tratta dell'ex strada statale 202). Entra ed esce dal centro di Opicina per poi proseguire in direzione Fernetti. All'incrocio con la strada per Monrupino e lo svincolo del RA14. A questo punto passa da SR a SS per un centinaio di metri fino al valico di Fernetti.

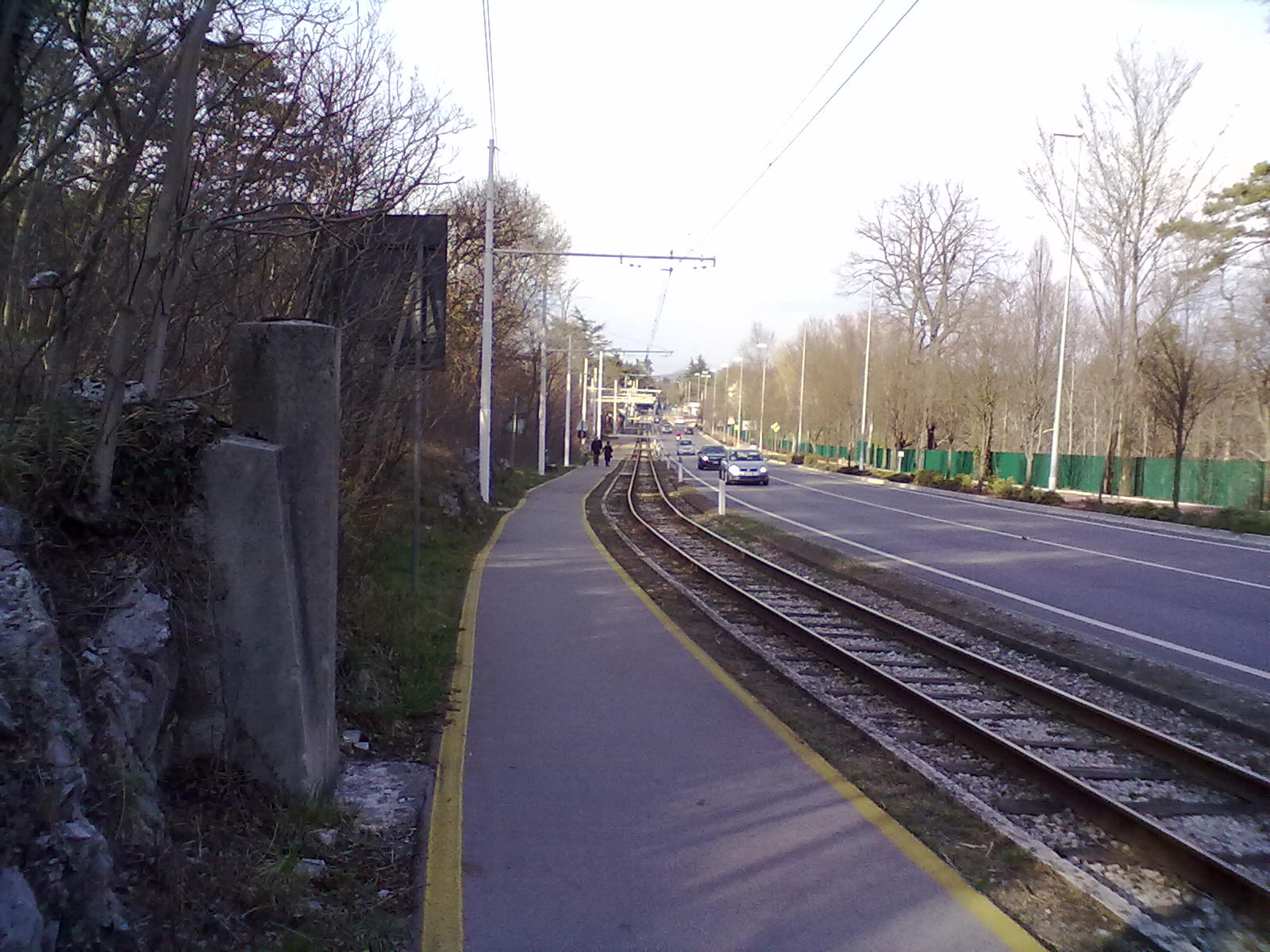
Un tratto della SR 58 nei pressi del quadrivio di Opicina.

Fino alla costruzione del tratto dell'autostrada tra Trieste e Lubiana fu una delle principali arterie di collegamento fra l'Italia e la Slovenia e, prima, con la Jugoslavia.
Il nome Carniola si riferisce alla regione storica della Slovenia, con capoluogo la città di Lubiana, posta immediatamente a Nord Est del Carso.

### Tabella percorso
| della Carniola |                                             |      |           |                |
| Tipo           | Indicazione                                 | ↓km↓ | Provincia | Strada europea |
|                | della Venezia Giulia Trieste                | 0,0  | TS        |                |
|                | per Prosecco, Padriciano                    | 5,5  | TS        |                |
|                | Villa Opicina                               | 6,2  | TS        |                |
|                | Diramazione per Fernetti                    | 9,0  | TS        |                |
|                | Fernetti Confine di Stato - Slovenia Sežana | 9,2  | TS        |                |